# Jason Tobias
Jason Tobias (* in Texas) ist ein US-amerikanischer Schauspieler, Drehbuchautor und Filmproduzent.

## Leben
Tobias wurde im US-Bundesstaat Texas als Sohn eines Sängers und einer Schauspielerin geboren. Er wuchs im San Francisco Bay Area und im US-Bundesstaat Ohio auf. Der athletische, 1,88 Meter große Schauspieler hatte die Möglichkeit, als Profi-Baseballsportler zu den Cincinnati Reds oder den Kansas City Royals zu wechseln, entschied sich allerdings für das Schauspiel. Er machte seinen Bachelor of Fine Arts in Theatre Studies and Art und Technologie an der Youngstown State University und dem Art Institute of Pittsburgh.
Er debütierte 2010 als Filmschauspieler im Kurzfilm All Is Not Quiet. Nach weiteren Kurzfilmen und ersten Episodenrollen in den Fernsehserien Justified, Franklin & Bash und Queen Gorya übernahm er 2015 in der Fernsehserie Bloodlines in sechs Episoden eine längerfristige Rollenbesetzung. Zusätzlich fungierte er als Produzent der Serie. 2016 übernahm er eine Nebenrolle in dem B-Movie Terrordactyl. Im selben Jahr folgten die Kurzfilme Star Wars: Generations und Rebellion: A Star Wars Story, die sich am Star-Wars- Film-Franchise orientieren, für die er als Produzent, Drehbuchautor und Schauspieler fungierte.
Von 2016 bis 2017 war er in drei Episoden der erfolgreichen Fernsehserie Zeit der Sehnsucht in verschiedenen Episodenrollen zu sehen. 2017 stellte er die männliche Hauptrolle des Josh Chamerlain im Katastrophenfilm Oceans Rising dar. Einige Monate später folgte eine Rolle in Air Speed – Fast and Ferocious, ein Mockbuster zu Fast & Furious 8. Außerdem war er 2017 im Thriller Downrange – Die Zielscheibe bist du! zu sehen.

## Filmografie

### Schauspieler
- 2010: All Is Not Quiet (Kurzfilm)
- 2012: Vice (Kurzfilm)
- 2012: Deathbed (Kurzfilm)
- 2013: Rhythm (Kurzfilm)
- 2014: Justified (Fernsehserie, Episode 5x08)
- 2014: Franklin & Bash (Fernsehserie, Episode 4x02)
- 2014: Queen Gorya (Fernsehserie, Episode 1x01)
- 2015: The Order: 1986 (Kurzfilm)
- 2015: Bloodlines (Fernsehserie, 6 Episoden)
- 2015: The Fosters (Fernsehserie, Episode 2x16)
- 2015: The Unraveling
- 2015: Wishes (Kurzfilm)
- 2015: Trautes Heim, Mord allein (Blood Relatives) (Fernsehserie, Episode 4x02)
- 2015: God of Thunder
- 2015: Audacity
- 2015: Most Likely to Die
- 2015: Who's Who (Kurzfilm)
- 2015: F.Y.D. (Kurzfilm)
- 2015: Broken: A Musical
- 2016: David vs. Goliath
- 2016: My Crazy Ex (Fernsehserie, Episode 2x09)
- 2016: Terrordactyl
- 2016: Rush Hour (Fernsehserie, Episode 1x04)
- 2016: Icarus (Kurzfilm)
- 2016: Star Wars: Generations (Kurzfilm)
- 2016: Notorious (Fernsehserie, Episode 1x01)
- 2016: Rebellion: A Star Wars Story (Kurzfilm)
- 2016: The Adventures of Avery & Pete (Fernsehfilm)
- 2016–2017: Zeit der Sehnsucht (Days of Our Lives) (Fernsehserie, 3 Episoden, verschiedene Rollen)
- 2017: Open Marriage (Fernsehfilm)
- 2017: Oceans Rising
- 2017: Nicky, Ricky, Dicky & Dawn (Fernsehserie, Episode 3x04)
- 2017: Air Speed – Fast and Ferocious (The Fast and the Fierce)
- 2017: Nashville (Fernsehserie, Episode 5x12)
- 2017: Last Light of Orion
- 2017: Before I Got Famous
- 2017: Downrange – Die Zielscheibe bist du! (Downrange)
- 2017: Diamond Dayze (Kurzfilm)
- 2018: The Competition
- 2018: The Second Coming of Christ
- 2018: Imbroglio (Kurzfilm)
- 2018: RSI Restaurant Accounting: How You Make It Great – Restaurant Owner Opens A Second Restaurant (Kurzfilm)
- 2018: We Are CVNT5 (Fernsehserie, Episode 1x06)
- 2018: Can't Have You
- 2019: Better Things (Fernsehserie, Episode 3x04)
- 2019: The Narrator (Kurzfilm)
- 2020: Dead to Me (Fernsehserie, Episode 2x07)
- 2020: aTypical Wednesday
- 2021: F.E.A.R.
- 2021: A Dangerous Defense (Fernsehfilm)
- 2022: Revenge for My Mother
- 2022: Nerdy Teen Stops Home Break In (Kurzfilm)

### Filmschaffender
- 2015: Bloodlines (Fernsehserie, 6 Episoden) (Produktion)
- 2016: Star Wars: Generations (Kurzfilm) (Drehbuch, Produktion)
- 2016: Rebellion: A Star Wars Story (Kurzfilm) (Drehbuch, Produktion)
- 2021: F.E.A.R. (Drehbuch, Produktion)